# Malamorenò
Malamorenò är det andra studioalbumet av den italienska sångaren Arisa. Det gavs ut den 19 februari 2010 och innehåller 11 låtar.

## Låtlista
| Nr  | Titel                    | Längd |
| --- | ------------------------ | ----- |
| 1.  | L'inventario Di Un Amore | 3:40  |
| 2.  | Oggi                     | 3:32  |
| 3.  | Tornerai                 | 3:10  |
| 4.  | Malamorenò               | 3:01  |
| 5.  | Pace                     | 3:47  |
| 6.  | Il Condominio            | 3:55  |
| 7.  | La Gioia Di Un Attimo    | 3:47  |
| 8.  | Sai Che C'è              | 3:07  |
| 9.  | Se Non Ci Fossi Tu       | 3:36  |
| 10. | Scivola Veloce           | 4:59  |
| 11. | Aria                     | 2:44  |

Spår 11 finns endast med på den digitalt nedladdningsbara versionen av albumet som kan köpas från Itunes Store.